# As If It's Your Last
"As If It's Your Last" (hangul: 마지막처럼; rr: Majimakcheoreom) é uma canção gravada pelo grupo feminino sul-coreano Blackpink, lançada em 22 de junho de 2017 pela YG Entertainment. Foi escrita por Teddy Park, Brother Su, Choice37, Future Bounce, Lydia Paek e produzida por Teddy Park. Musicalmente, tem sido descrita como uma música synth-pop, house, reggae e moombahton, cujas letras falam sobre encontrar e perder amor. Comercialmente, a música estreou no topo da World Digital Songs da Billboard, em número dois na K-pop Hot 100 e em número 3 na Gaon Digital Chart. O single vendeu mais de 2,5 milhões de cópias na Coreia do Sul.

## Antecedentes
Em meados de maio de 2017, os representantes da YG Entertainment confirmaram que Blackpink estava trabalhando para um retorno em junho, e em 5 de junho foi revelado que Blackpink estaria filmando o videoclipe para o novo single durante aquela semana. No mesmo dia, na época CEO da YG Entertainment, Yang Hyun-suk, divulgou uma foto de Blackpink no local de filmagem do novo videoclipe, confirmando que o grupo faria um retorno em junho, 7 meses após o último lançamento do grupo, Square Two (contendo as músicas "Playing with Fire" e "Stay") em novembro de 2016. No dia seguinte, em 6 de junho, foi anunciado que o grupo provavelmente lançaria a nova música entre 15 e 20 de junho.
Em 13 de junho de 2017, a YG Entertainment revelou uma prévia do novo single e confirmou a data de lançamento em 22 de junho. Posteriormente, de 16 a 18 de junho, cada uma das prévias individuais das integrantes do Blackpink foram lançadas. Em 19 de junho, o título da música foi revelado como "As If It's Your Last" e a hora do novo lançamento foi confirmada para as 18:00 KST em 22 de junho. Foi explicado ainda que essa música seria uma surpresa para os fãs enquanto Blackpink se prepara para o Square Three (que mais tarde se tornou Square Up), o próximo lançamento da série Square após o Square One e o Square Two.

## Composição
"As If Your Your Last" foi descrita como a música mais excitante e alegre lançada pelo Blackpink até aquele momento. A integrante do Blackpink, Jisoo, disse que o grupo até agora tinha apenas conceitos "Black" até então, e que esse novo single seria um conceito "Pink". A música foi descrita como uma mistura "cintilante" de synth-pop, house, reggae,moombahton e disco grooves, uma grande mudança em relação aos seus lançamentos anteriores.
"As If It's Your Last" é escrita com a chave Lá bemol maior a 125 batidas por minuto, esta música usa o tempo comum e segue a progressão dos acordes de Fá (no3no5) para os versos e Fm - A ♭ - E ♭  - D ♭ - E ♭ para o pré-refrão. A melodia do verso usa a Escala Fá Mixolidiana enquanto usa Fá menor para o pré-refrão e Lá bemol maior para o refrão. 

## Desempenho comercial
Na Coreia do Sul, a música estreou no número 4 da Gaon Digital Chart na edição de 18 a 24 de junho de 2017, com 181.883 downloads vendidos e 2.996.521 streams. Na semana seguinte, a música alcançou o número 3, com 157.224 downloads vendidos e 6.632.012 streams. A música alcançou o número 12 na parada do mês de junho de 2017, com 323.104 em oito dias. No mês seguinte, alcançou o número 5, vendendo novamente cerca de 300.000 cópias. "As If It's Your Last" era o número 18 da parada de fim de ano da Gaon Digital de 2017. Em setembro de 2018, tinha mais de 2,5 milhões de cópias na Coreia do Sul e permaneceu na Gaon Digital Chart por 67 semanas.
No Canadá, a canção estreou em 45 na Canadian Hot 100 da Billboard na semana que terminou em 29 de junho de 2017, sua posição mais alta no país desde "Playing with Fire", que estreou no número 92 em 2016. No Japão, a música estreou no número 19 na Japan Hot 100 da Billboard, tornando-se a maior posição na parada do Blackpink no país. A música permaneceu no número 19 por duas semanas na lista. Como a música foi lançada na quinta-feira, teve um dia na semana de rastreamento que termina em 22 de junho de 2017, nos Estados Unidos. Apesar disso, "As If It's Your Last" estreou no número um na parada World Digital Song Sales da Billboard, depois de vender 4.000 cópias naquela semana. A música também estreou no número 13 da parada Billboard Bubbling Under Hot 100, que, na época, lhes deu a música coreana com o número mais alto na parada de um grupo nos Estados Unidos e fez do Blackpink o grupo coreano com a maior parada desde Wonder Girls em 2009.

## Videoclipe
Em 20 de junho, um teaser do videoclipe foi lançado no canal oficial do Blackpink no YouTube e no canal oficial do grupo no V Live. No dia seguinte, um vídeo dos bastidores foi lançado, e a YG Entertainment anunciou que o grupo faria um especial de retorno ao vivo no V Live de Naver às 20h KST em 22 de junho. Em 22 de junho às 18:00 KST, "As If It's Your Last" foi lançada nos principais portais de música da Coreia do Sul e seu videoclipe foi lançado nos canais do Blackpink no YouTube e V Live. Dentro de 17 horas após o lançamento, o videoclipe de "As If It's Your Last" ganhou mais de 11 milhões de visualizações no YouTube, tornando-se o videoclipe mais rápido a alcançar 10 milhões de visualizações por um grupo de K-pop na época e quebrando o recorde anteriormente  realizado por "Not Today" do BTS, que ganhou 10 milhões de visualizações em 21 horas. Além disso, o videoclipe se tornou o segundo vídeo online mais visto nas primeiras 24 horas por um ato coreano, com mais de 13,3 milhões de visualizações dentro de 24 horas após o lançamento, perdendo apenas para "Gentleman" de Psy. Em março de 2021, o videoclipe tinha mais de 970 milhões de visualizações.
Em 24 de junho, o vídeo de prática de dança para "As If It's Your Last" foi lançado no canal do Blackpink no YouTube e em março de 2021, teve mais de 210 milhões de visualizações.

## Promoção
Blackpink promoveu "As If Your Your Last" em vários programas musicais na Coreia do Sul no mês que antecede sua estreia no Japão em julho. Especificamente, o grupo retornou aos palcos no Show! Music Core da MBC em 24 de junho. Essa foi a primeira aparição do grupo no programa.

## Uso na mídia
A música e seu videoclipe apareceram no filme Liga da Justiça, onde o Flash o toca em seu apartamento em Central City. A música também foi apresentada como tema de abertura do reality show sul-coreano Blackpink House.

## Reconhecimentos
| Ano  | Premiação          | Categoria                       | Resultado | Ref.   |
| ---- | ------------------ | ------------------------------- | --------- | ------ |
| 2017 | Melon Music Awards | Melhor Dança – Feminina         | Indicado  | [ 41 ] |
| 2017 | Melon Music Awards | Canção do Ano                   | Indicado  | [ 41 ] |
| 2018 | Golden Disc Awards | Melhor Canção Digital (Bonsang) | Venceu    | [ 42 ] |

| Programa       | Data                | Ref.   |
| -------------- | ------------------- | ------ |
| Inkigayo (SBS) | 2 de julho de 2017  | [ 43 ] |
| Inkigayo (SBS) | 9 de julho de 2017  | [ 44 ] |
| Inkigayo (SBS) | 16 de julho de 2017 | [ 45 ] |

## Créditos e pessoal
Créditos adaptados de Melon.
- Blackpink –  vocais primários
- Teddy –  compositor, letrista, arranjador
- Future Bounce –  compositor, arranjador
- Choice37 –  letrista
- Brother Su –  letrista
- Lydia Paek –  compositora

## Desempenho nas tabelas musicais

### Tabelas semanais
| Tabela musical (2017)                                     | Melhor posição |
| --------------------------------------------------------- | -------------- |
| Austrália (ARIA)                                          | 30             |
| Canadá (Canadian Hot 100)                                 | 45             |
| Coreia do Sul (Gaon Digital Chart)                        | 3              |
| Coreia do Sul (K-pop Hot 100)                             | 2              |
| Estados Unidos (Billboard Bubbling Under Hot 100 Singles) | 13             |
| Estados Unidos (Billboard World Digital Songs)            | 1              |
| Finlândia (Billboard Digital Song Sales)                  | 7              |
| Finlândia (Suomen virallinen lista)                       | 5              |
| França (SNEP)                                             | 180            |
| Japão (Japan Hot 100)                                     | 19             |
| Malásia (RIM)                                             | 4              |
| Nova Zelândia (RMNZ)                                      | 3              |
| Portugal (Single Top 50)                                  | 48             |
| Tailândia (Music Weekly)                                  | 19             |

### Tabelas mensais
| Tabela musical (2017)              | Posição |
| ---------------------------------- | ------- |
| Coreia do Sul (Gaon Digital Chart) | 5       |

### Tabelas de meio do ano
| Tabela musical (2018)              | Posição |
| ---------------------------------- | ------- |
| Coreia do Sul (Gaon Digital Chart) | 57      |

### Tabelas de fim de ano
| Tabela musical (2017)              | Posição |
| ---------------------------------- | ------- |
| Coreia do Sul (Gaon Digital Chart) | 18      |

## Vendas
| País           | Vendas     |
| -------------- | ---------- |
| Coreia do Sul  | 3,000,000+ |
| Estados Unidos | 815,000+   |

## Histórico de lançamento
| Região | Data                | Formatos                   | Gravadora        | Ref.  |
| ------ | ------------------- | -------------------------- | ---------------- | ----- |
| Várias | 22 de junho de 2017 | Download digital streaming | YG Entertainment | [ 4 ] |